# Pomona, Kansas
Pomona là một thành phố thuộc quận Franklin, tiểu bang Kansas, Hoa Kỳ. Năm 2010, dân số của xã này là 832 người.

## Dân số
Dân số các năm:
- Năm 2000: 923 người
- Năm 2010: 832 người